# Rue Villehardouin
La rue Villehardouin est une rue du 3e arrondissement de Paris.

## Situation et accès
Elle est située à la limite est du quartier du Marais. Partant de la rue Saint-Gilles vers le nord, elle forme un coude et se tourne vers l'ouest pour terminer rue de Turenne.
Ce site est desservi par la station de métro Chemin Vert.

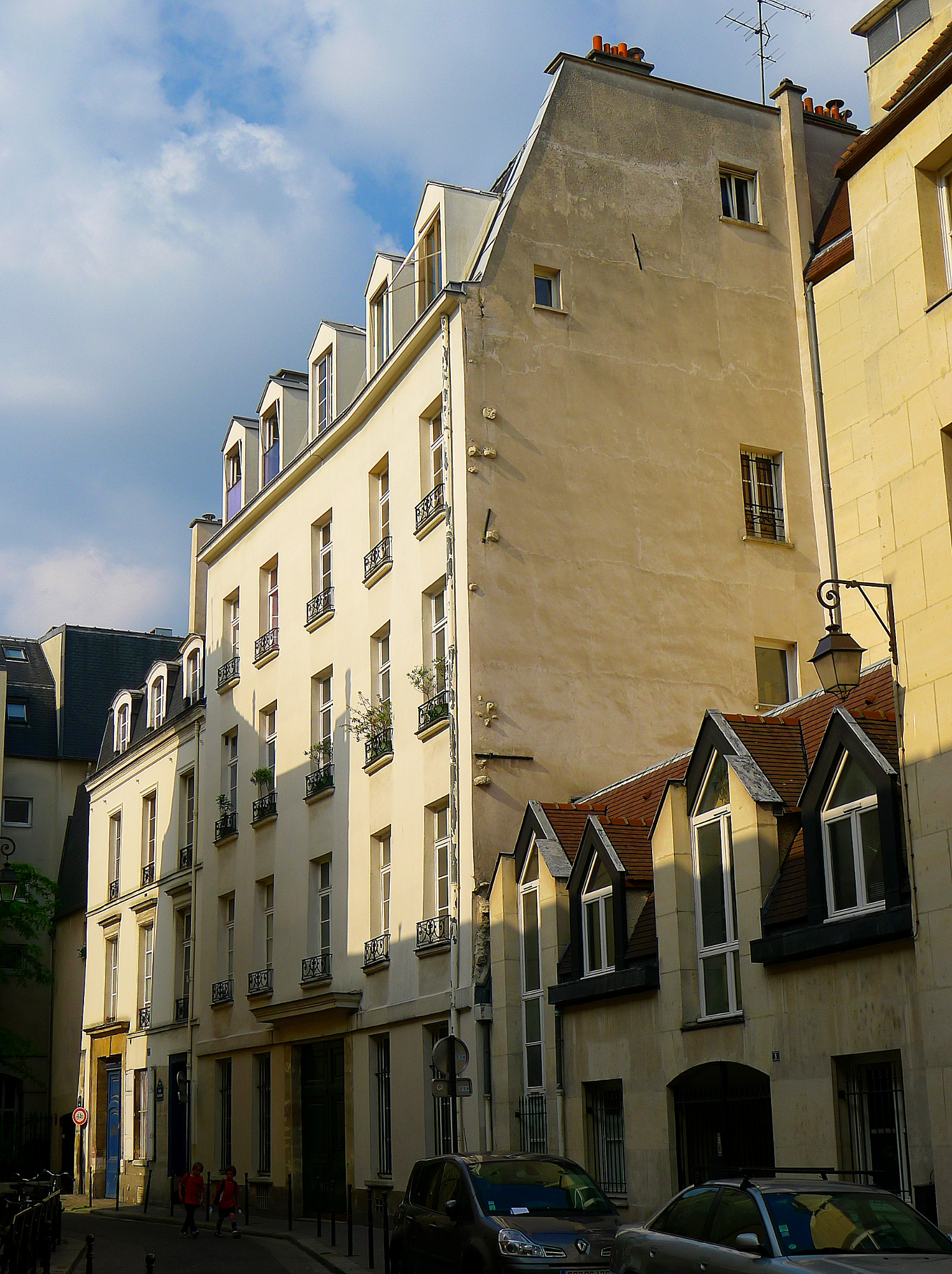
Un bâti varié.
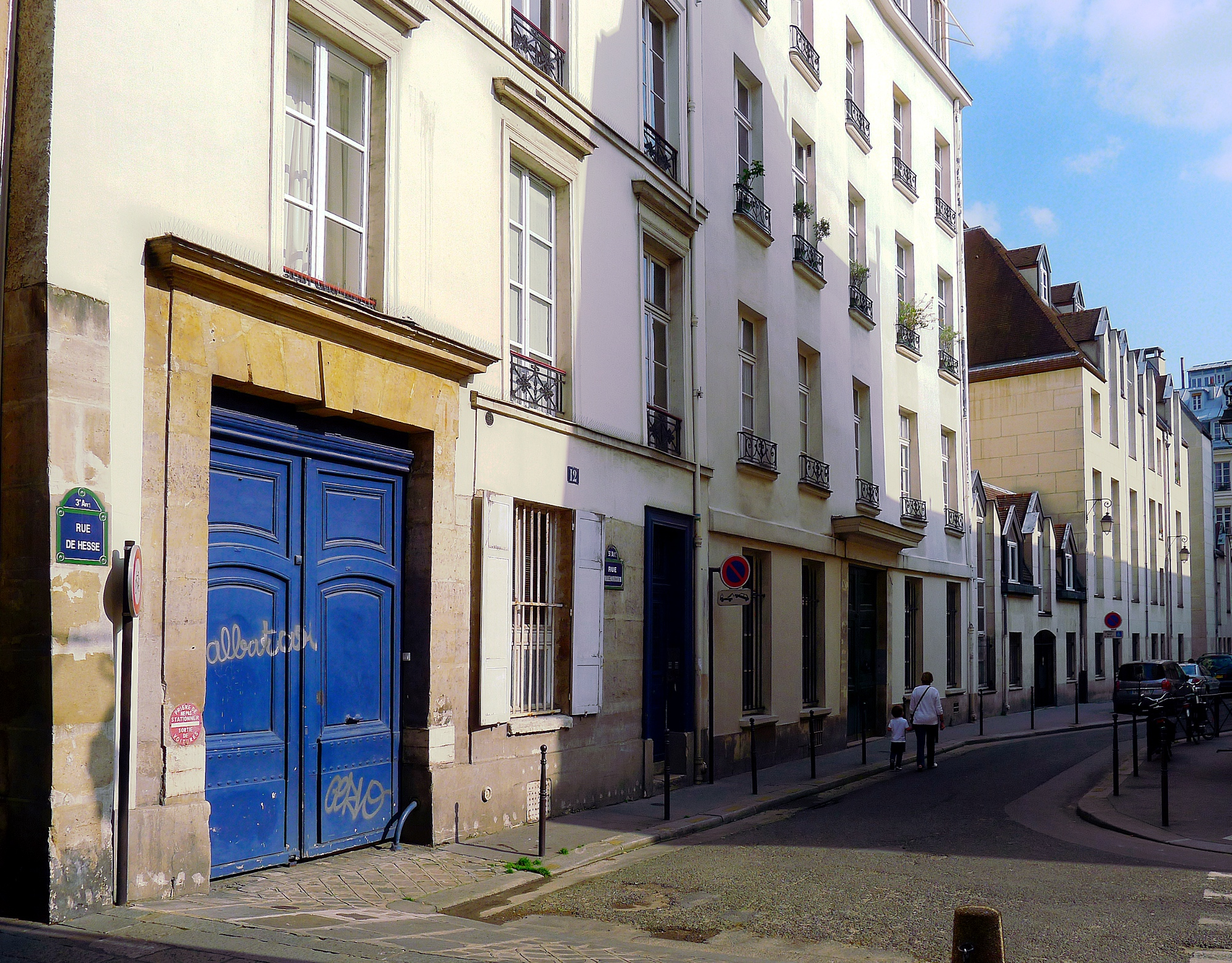
Le coude de la rue vu de la rue de Hesse.

## Odonymie

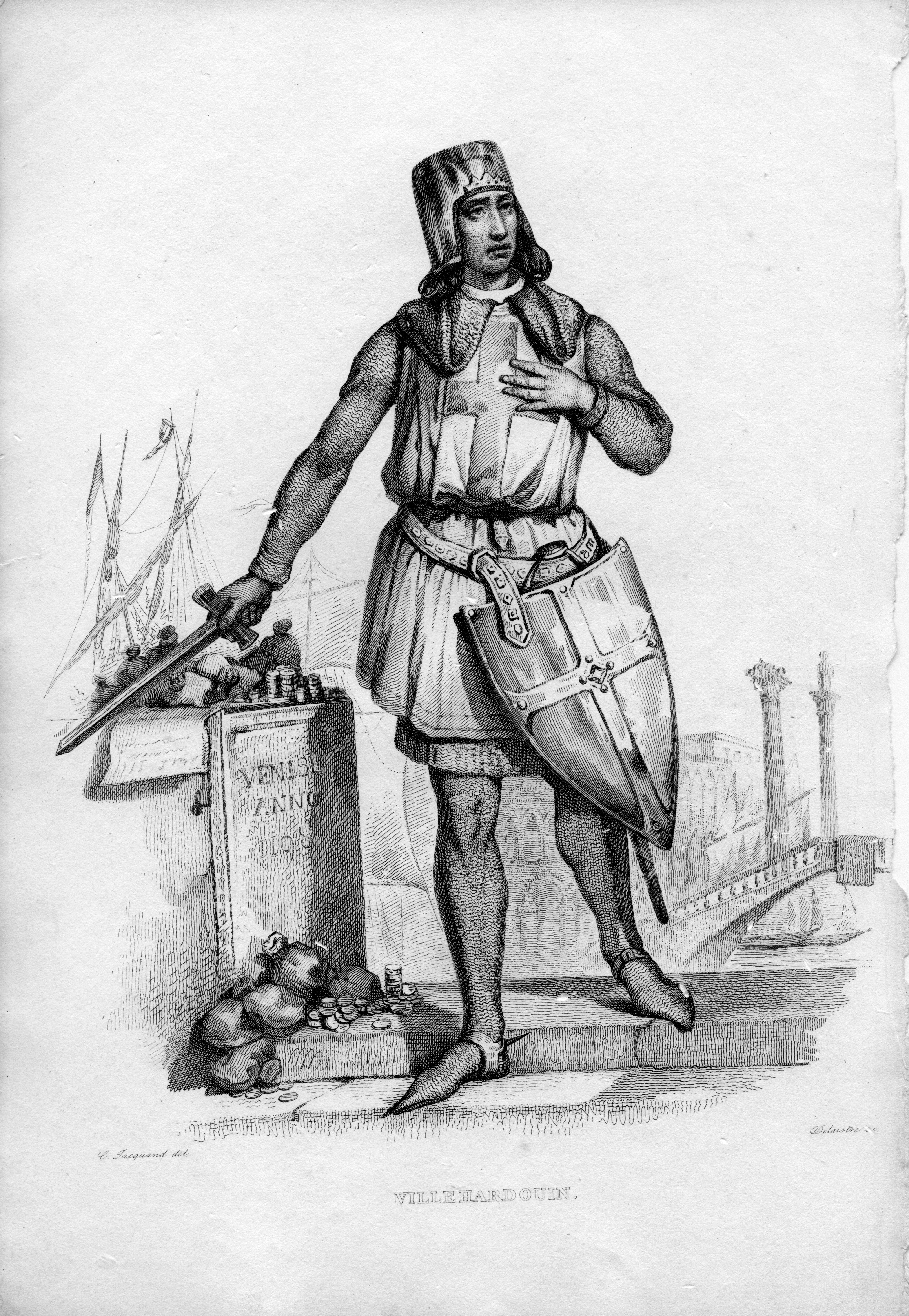
Geoffroi de Villehardouin.

Cette voie porte le nom de Geoffroi de Villehardouin, chroniqueur du XIIe siècle.

## Histoire
La rue est la réunion en 1865 sous sa dénomination actuelle de deux rues en équerre.
Une rue ouverte en 1637 parallèle à la rue Saint-Louis (partie de l'actuelle rue de Turenne). Cette rue qui reliait les rues Saint-Gilles et Saint-Claude était appelée « rue Neuve » en 1650, « rue Neuve-Saint-Pierre » en 1655, puis « rue Neuve-des-Minimes » et à nouveau « rue Neuve-Saint-Pierre ». 
La « rue des Douze Portes », ouverte à la même époque reliant la rue Neuve Saint-Pierre à la rue Saint-Louis. Elle doit son nom à la suite d’une opération immobilière. Michel Villedo réalise 12 maisons, à l’origine identiques.
Cette rue est nommée « rue Saint-Nicolas » sur certains plans du XVIIe siècle, ainsi nommée en raison de douze maisons semblables construites vers 1638-1640 par Michel Villedo.
Ces rues faisaient partie du lotissement en 1637 des terrains de jardins potagers qui appartenaient aux religieuses hospitalières de Saint-Gervais.
Vers 1656, la partie nord de la rue Neuve-Saint-Pierre entre la rue des Douze-Portes et la rue est supprimée et englobée dans les jardins des hôtels ouvrant sur la rue Saint-Louis : Hôtel de Turenne (emplacement de l'actuelle Église Saint-Denys-du-Saint-Sacrement, hôtel Boulin, hôtel Méliand, hôtel de Hesse, hôtel d'Ecquevilly.
En 1880, le journaliste Paul Saunière en donne la description suivante : « La rue Villehardouin n’a du reste pas beaucoup changé d’aspect depuis le jour où elle a été percée. Un ruisseau bien noir, au milieu duquel croupissent des détritus de toute sorte, la coupe encore par le milieu. Elle a été, pour ainsi dire, oubliée par la civilisation, nul ne la connaît, nul ne la traverse. À part trois ou quatre camions qui viennent y chercher des marchandises, aucune voiture n’ébranle ses paisibles échos. Un fiacre y est un événement, un coupé de maître y est un mythe. »

## Bâtiments remarquables et lieux de mémoire
- No 10 : siège du fondeur Siot-Decauville entre 1860 et 1930.
- No 13 : à droite du portail,  subsiste, gravé dans la pierre, le no 116. Il correspond à l’ancienne numérotation en continu mise en place en 1791[4].

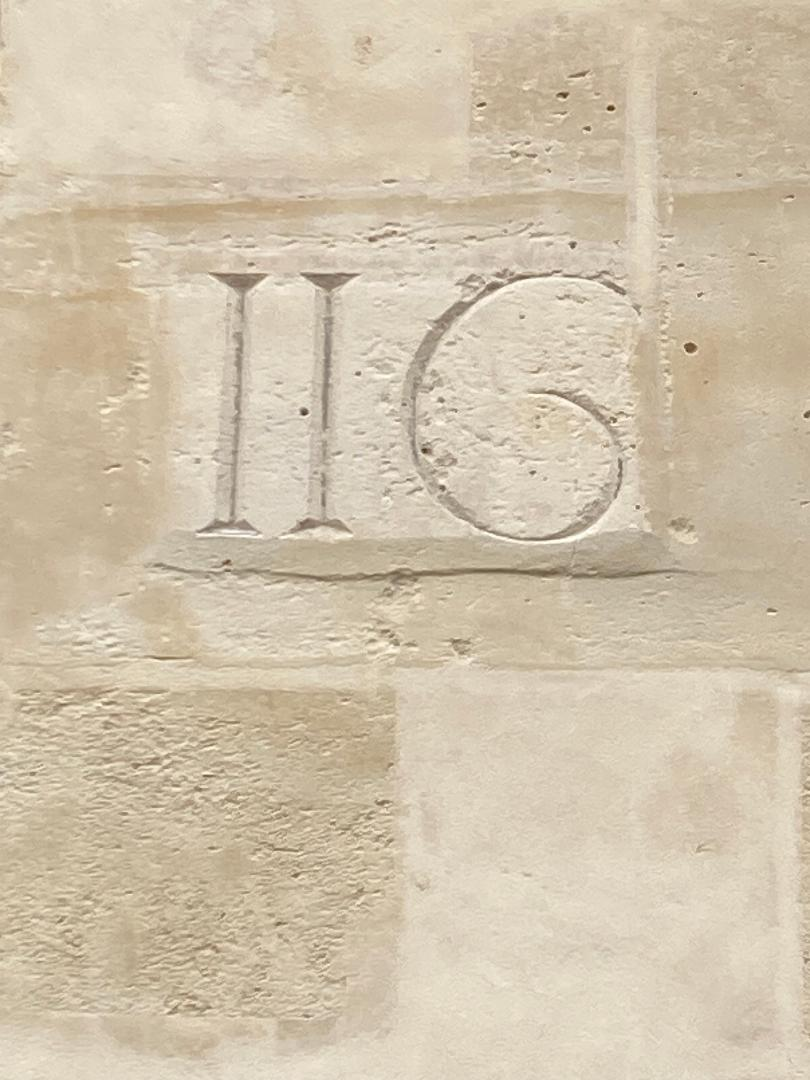
Ancien numérotage de la période révolutionnaire.

- No 17 (entrée au 56, rue de Turenne) : maison mortuaire de l’écrivain Paul Scarron (1610-1660) [5],[6], baptisée par lui-même hôtel de l’Impécuniosité. En 1654, moyennant un loyer annuel de 350 livres, il s’y installe avec sa jeune femme, qui deviendra plus tard la marquise de Maintenon, future épouse de Louis XIV. Jusqu’à sa mort, il y voit défiler « les plus grands noms de France », dont la femme de lettres Madeleine de Scudéry, le grammairien Gilles Ménage, l’épistolière Madame de Sévigné, l’écrivain Cyrano de Bergerac. Dans la chambre du poète est accroché un tableau de Nicolas Poussin, Le Ravissement de saint Paul, œuvre commandée par Scarron lui-même et figurant aujourd’hui dans les collections du musée du Louvre[7]. Quelques décennies plus tard, l'auteur dramatique Prosper Jolyot de Crébillon (1674-1762), Crébillon père, s'installe également à cette adresse et y reçoit pendant une année entière, vers 1750, l’aventurier et écrivain italien Casanova (1725-1798), auquel il donne alors des cours de français[8].

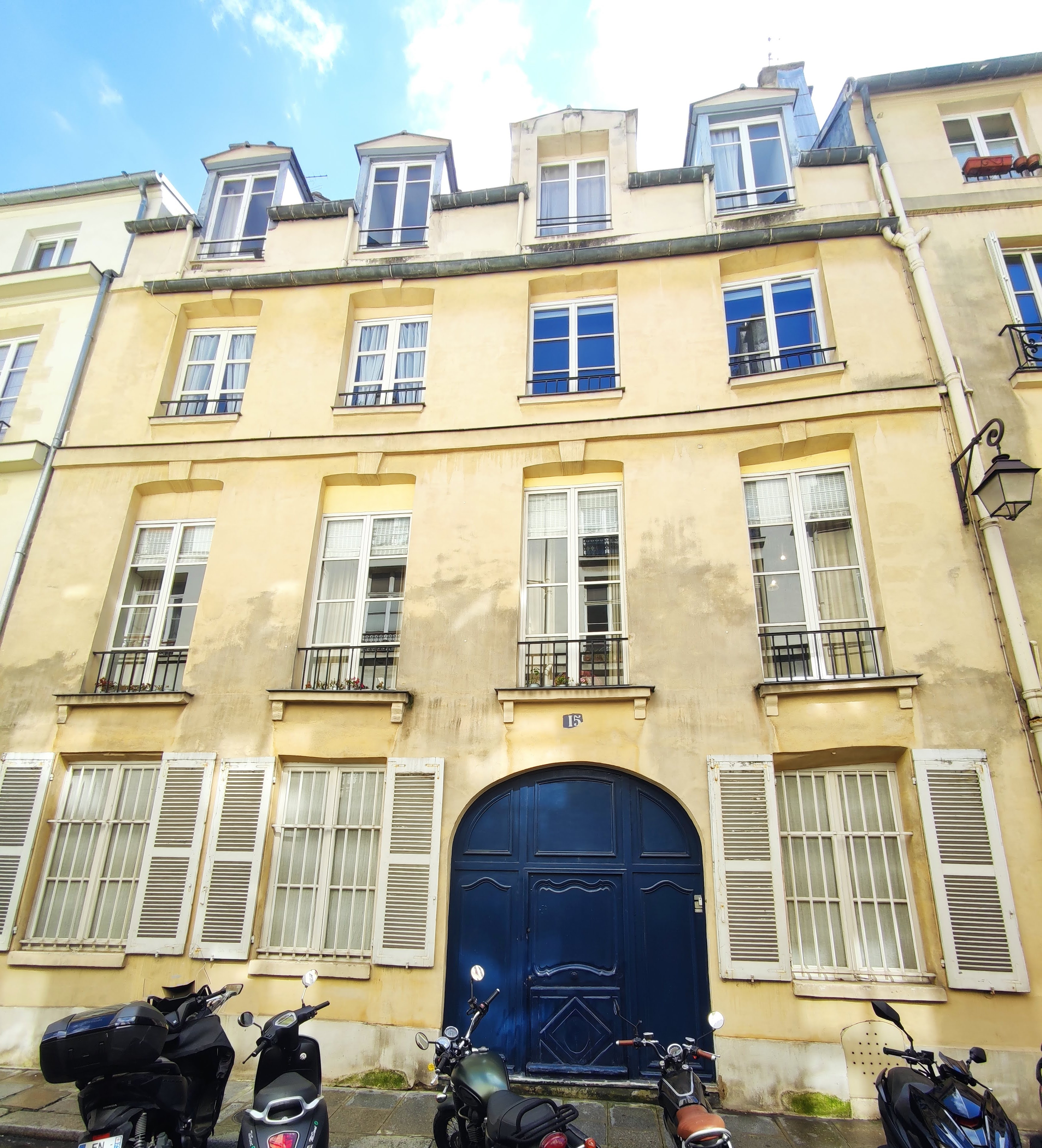
No 15.
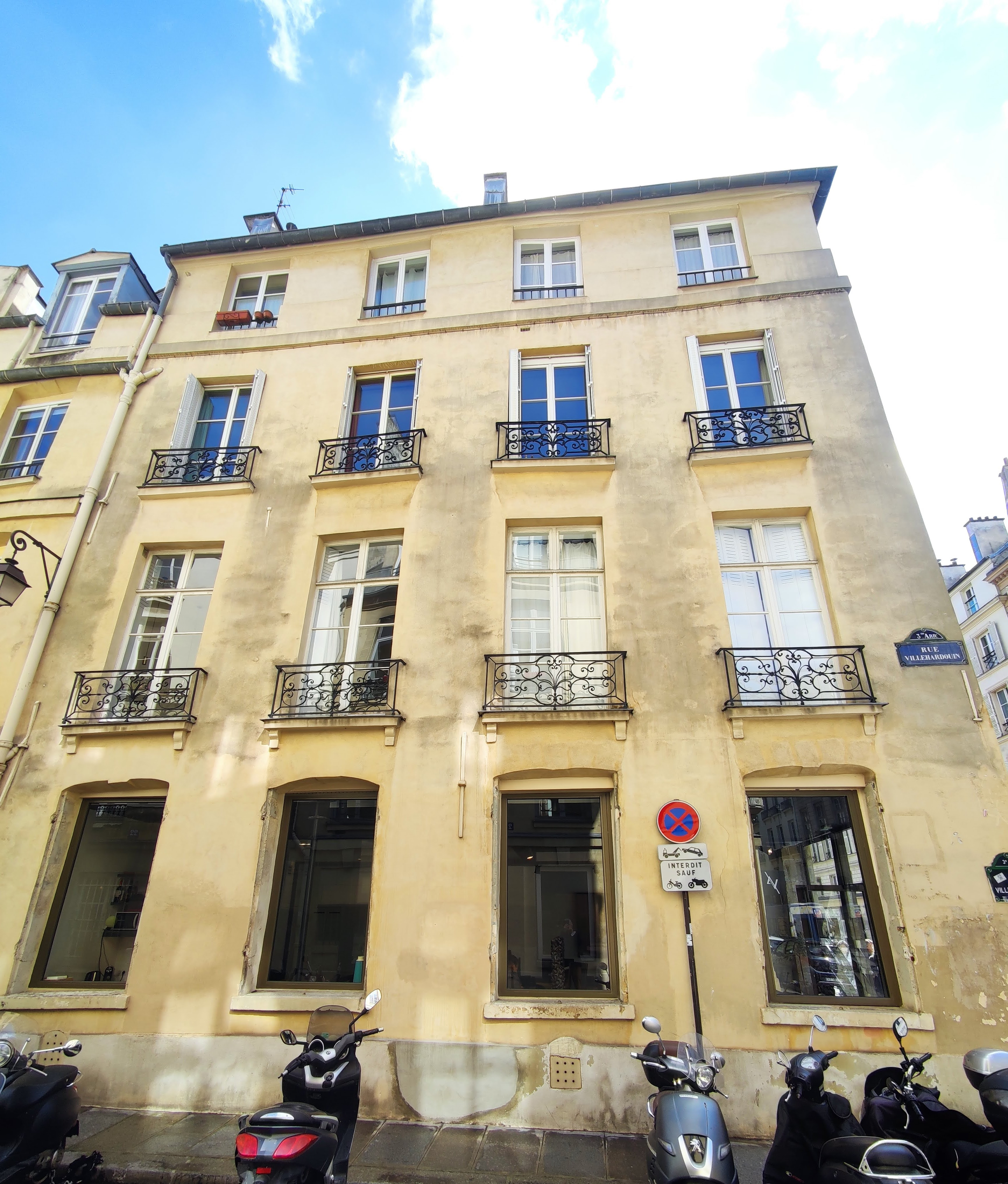
No 17.
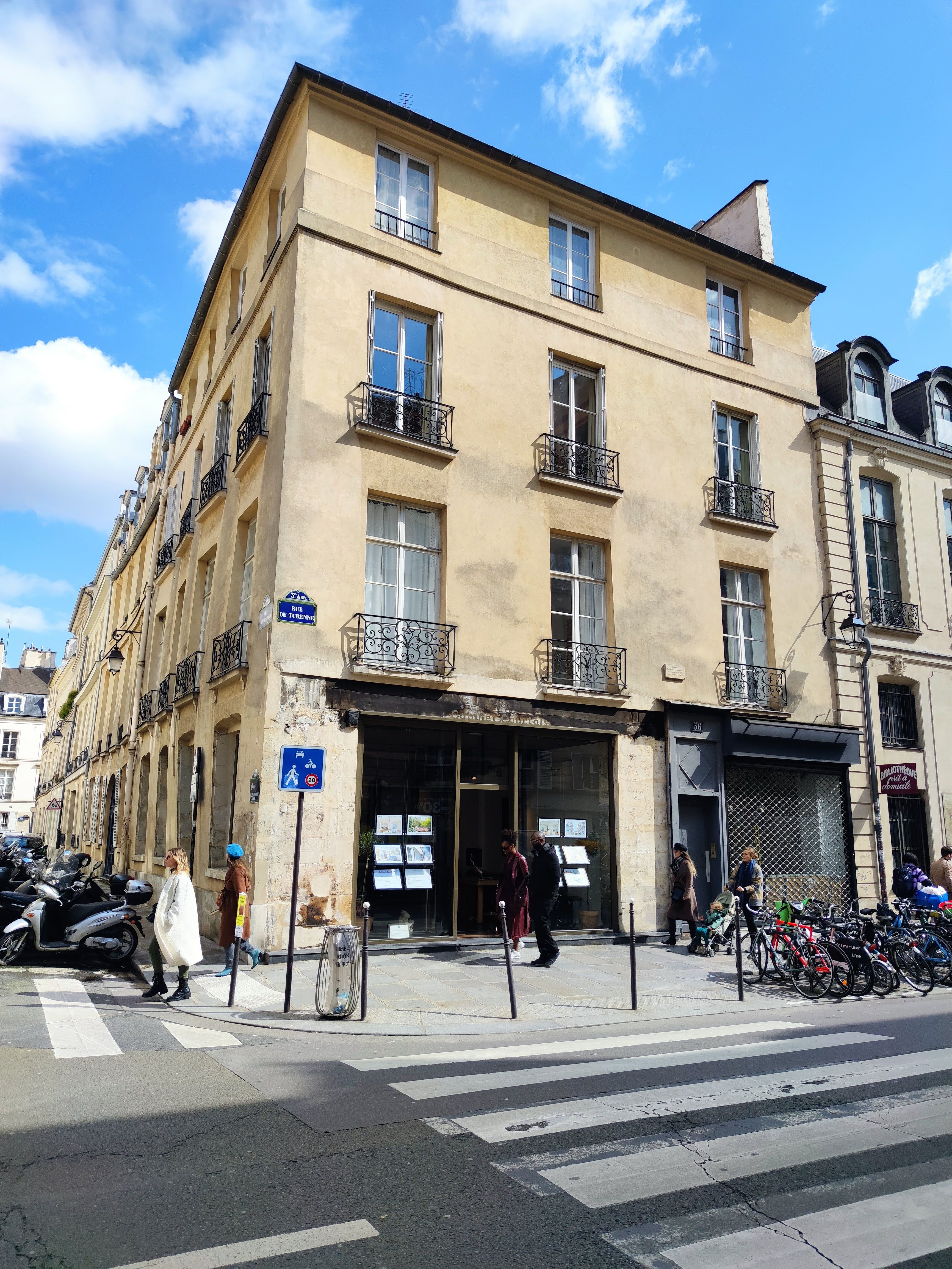
No 17 et 56, rue de Turenne.
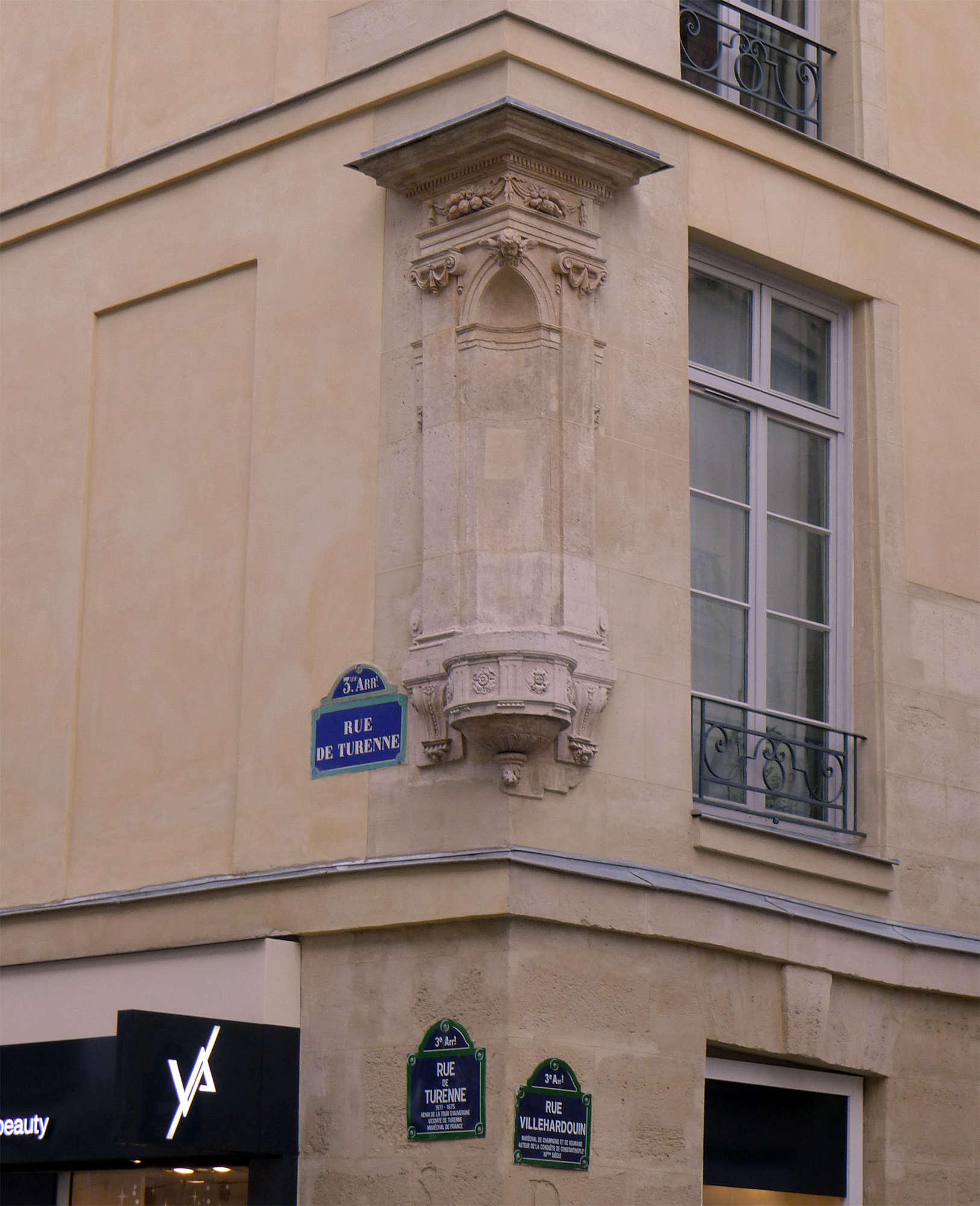
Corniche à l'angle avec la rue de Turenne en 2012 lors de la restauration de la Vierge à l'enfant.
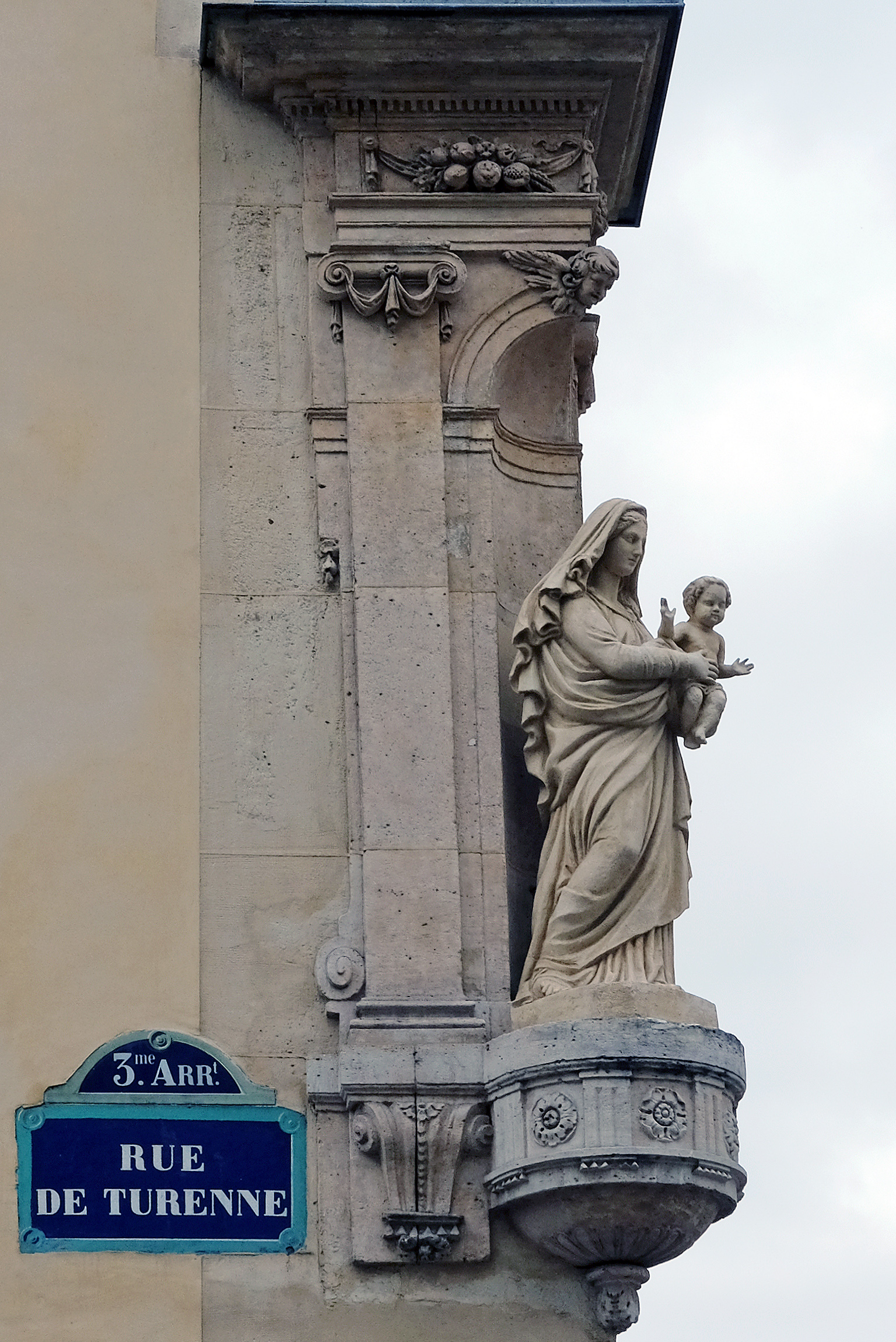
Vierge à l'enfant à l'angle de la rue de Turenne en 2017, après restauration.